# 콜밴
콜밴은 택시와 영업용 화물차 사이의 중간 단계의 차량을 이르는 단어이다. 보통 택시보다 많은 6인승이다. 기아 카니발, 현대 스타렉스 등의 승합차량이 사용된다.

## 역사
1999년 7월 화물자동차운수사업법이 개정되어 생겨났다.

## 논란
콜밴은 한국인과 한국어를 외운 외국인을 제외한 관광객 등을 상대로 불법 및 공갈적 영업을 하고 있어 많은 논란이 있다. 인천국제공항에서는 조직폭력배들이 인근 상권을 장악하고 불법 호객행위로 관광객들을 태운 뒤 모범택시 보다 3,000원이 비싼 고급택시 보다도 3배나 더 비싸게 바가지요금을 씌우고, 이를 단속하는 요원들을 폭행하는 사례도 있었다.
현재는 콜밴 가격비교 플랫폼인 올밴 등장하면서 바가지 요금은 없어지고 있다. 